# Налуміно Мундія
Налуміно Мундія (англ. Nalumino Mundia; 27 листопада 1927 — 9 листопада 1988) — замбійський політик, прем'єр-міністр країни від лютого 1981 до квітня 1985 року.

## Життєпис
Обіймав посади посла Замбії у США, Бразилії, Перу та Венесуелі.
Мав дружину й шістьох дітей. Помер від серцевого нападу у США.